# Hirkanija
Hirkanija je bila zgodovinska pokrajina in satrapija v sedanjih iranskih pokrajinah Golestan, Mazandaran in Gilan in delu Turkmenistana. Zaradi njene lege južno in jugovzhodno od Kaspijskega jezera so Stari Grki jezero imenovali Hirkansko morje.  Perzijci so jo imeli za eno od tako imenovanih dobrih dežel, katero je osebno ustvarilo božanstvo Ahura Mazda. Na severovzhodu je bila odprta proti stepam Srednje Azije, v katerih so od nekdaj živela nomadska plemena.

## Ime
Ime Hirkanija izvira iz grške besede Hyrcania, izpeljane  iz akadske besede Urqananu oziroma perzijske besede Verkâna, omenjene na Behistunskem napisu iz obdobja vladavine Dareja Velikega. Perzijska beseda Verkā (gorg) pomeni volk, se pravi da bi naziv Hirkanija lahko pomenil dežela volkov. Iz iste staroperzijske besede je izpeljano tudi ime glavnega mesta iranske pokrajine Golestan Gorgan.

## Zgodovina

### Ahemenidsko obdobje
Hirkanija je postala del Perzijskega cesarstva med vladavino Kira Velikega (vladal 559 – 530 pr. n. št.) ali Kambiza II. (vladal 530 – 522 pr. n. št.). Ker Hikarnije ni niti v Darejevem seznamu satrapij niti v Kserksovih dokumetih, je bila v obdobju Ahemenidov verjetno del bolj pomembne Partije. Največje mesto, metropola in sedež kraljeve palače v Hirkaniji je bila Zadrakarta (Gorgan). Iz Behistunskega  napisa je razvidno, da je bila regija leta 522 pr. n. št. že del cesarstva, ker je na Darejevem seznamu vseh do tedaj osvojenih ozemelj. 
Samo nekaj mesecev pred Darejevim prihodom na prestol je v cesarstvu zavladal uzurpator Gaumata, ki ni bil iz Ahemenidske dinastije. Sedem perzijskih plemičev se mu je  uprlo in ga konec leta 522 pr. n. št. strmoglavilo, potem pa je na oblast prišel Darej. Takoj po prevzemu oblasti je v Armeniji, Asiriji, Partiji in Hirkaniji izbruhnil upor. Perzijska garnizija v Partiji pod poveljstvom Darejevega očeta Histaspa se je uspešno upirala napadom upornikov. Marca 521 pr. n. št. so se Parti združili s Hirkanijci in ga ponovno napadli, vendar so bili ponovno poraženi. Malo kasneje je Histasp dobil okrepitve in zadušil upor. Ta opis dogodkov na Behistunskem napisu je hkrati prvi, ki omenja Hirkanijo.
V 5. stoletju pr. n. št. je grški zgodovinar Herodot omenil Hirkanijo v svojih Zgodbah. Avtor zmedeno opisuje namakalne sisteme,  ki jih je kasneje podrobno opisal Polibij v 2. stoletju pr. n. št. Herodot omenja tudi to, da so prebivalci Hirkanije sodelovali v Kserksovi vojni proti Grčiji leta 480 pr. n. št. in da so nosili enako orožje kot Perzijci.
Mogoče je, da so v ahemenidskem obdobju v Hirkaniji začeli graditi Veliki gorganski zid, čeprav se gradnja pripisuje kasnejšim iranskim dinastijam. Mogoče je tudi, da so Parti in Sasanidi zgradili omenjene utrdbe na ruševinah ahemenidskih utrdb. 
Smrti Artakserksa I. (vladal 465-434 pr. n. št.) je sledilo kaotično obdobje, v katerem so vladali trije njegovi sinovi: Kserks II., Sogdijan in Darej II. Slednji je svojo kariero začel kot satrap Hirkanije in drugih »gornjih« satrapij, se pravi Arije, Partije, Arahozije, Baktrije in Sogdije.
Hirkanija se omenja tudi v obdobju osvajanj Aleksandra Makedonskega. Hirkanijci so se na perzijski strani borili v bitki pri Gavgameli leta 331. pr. n. št., po smrti zadnjega ahemenidskega kralja Dareja III. pa so se številni perzijski plemiči, med njimi tudi Artabaz II., umaknili v Hirkanijo, kjer so se predali Aleksandru.

### Selevkidsko obdobje
Po Aleksandrovi smrti je njegov imperij razpadel. Hirkanija je postala del novega Selevkidskega cesarstva. Konec 3. stoletja pr. n. št. so v Partijo in Hirkanijo s severovzhoda vdrli nomadski Parni. Selevkidi so za vedno izgubili Partijo, Hirkanijo pa je ponovno osvojil selevkidski vladar Antioh III. Veliki. Po nekaj desetletjih so Selevkidi Hirkanijo ponovno izgubili.

### Partsko obdobje
Med vladavino partske Arsakidske dinastije je Hirkanija postala pomemben del cesarstva, ker je ločevala monarhijo od severovzhodnih step. Partski kralji so imeli eno od hirkanskih mest za svojo letno rezidenco. Parti so začeli graditi Veliki gorganski zid, dolg 195 km, v katerem je bilo več kot trideset trdnjav.  Zahodni zgodovinarji so gradnjo napačno pripisovali Aleksandru Velikem,   čeprav se obrambnega sistema takšnih razsežnosti ni dalo zgraditi v njegovi kratkotrajni vladavini. Zgodovinski viri trdijo, da se je Hirkanija leta 58 uprla. Upor se je končal z mirovnim sporazumom.

### Sasanidsko obdobje
Hirkanija je bila pokrajina Sasanidskega cesarstva vse do islamskih osvajanj. Glede na to, da je mejila na severovzhodne stepe, iz katerih so je napadala srednjeazijske nomadska plemena, so Sasanidi v njej zgradili številne utrdbe.

### Islamsko obdobje
Ko so Sasanidsko cesarstvo osvojili arabski islamski osvajalci, je mnogo sasanidskih plemičev pobegnilo v Hirkanijo in se tam naselilo. V 8. stoletju je kalifat uspel osvojiti tudi Hirkanijo. Po padcu Sasanidov je bila Hirkanija dolgo časa neodvisna ali delno neodvisna pod vladavino dinastij Karen in Bavand.

## Hirkanija v književnosti
V latinski književnosti je Hirkanija pogosto omenjena v povezavi s tigri, za katere so v starem veku menili, da so zelo razširjeni. Perzijski tigri so najverjetneje izumrli v 1970. letih, čeprav so jih leta 2004 morda opazili v Turčiji.
Hirkanija je omenjena Cervantesovi zgodbi Rinconete y Cortadillo iz leta 1613 in Shakespearovi drami Henrik VI., v kateri yorški vojvoda v negativnem kontekstu primerja kraljico Margareto s hirkanskim tigrom.